# Tempo Beer Industries
Tempo Beer Industries è il più grande produttore di birra israeliano e la seconda società del paese nell'ambito delle bevande.
Tempo produce tre principali marchi pale lager: Goldstar che è stata acquisita da una fusione nel 1985, Maccabee che è commercializzata anche negli Stati Uniti e in Europa e Nesher Malt una birra analcolica.

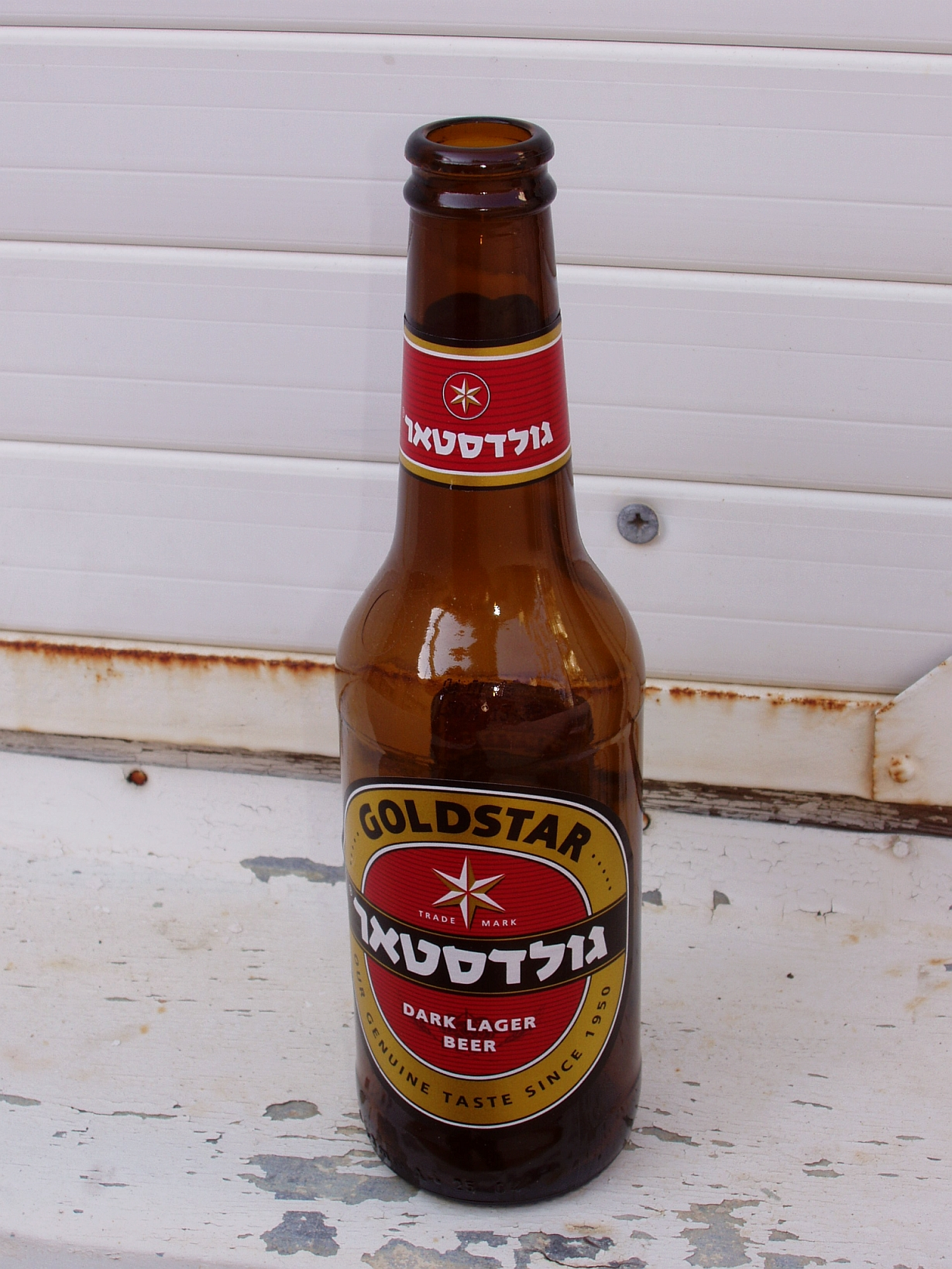
Goldstar
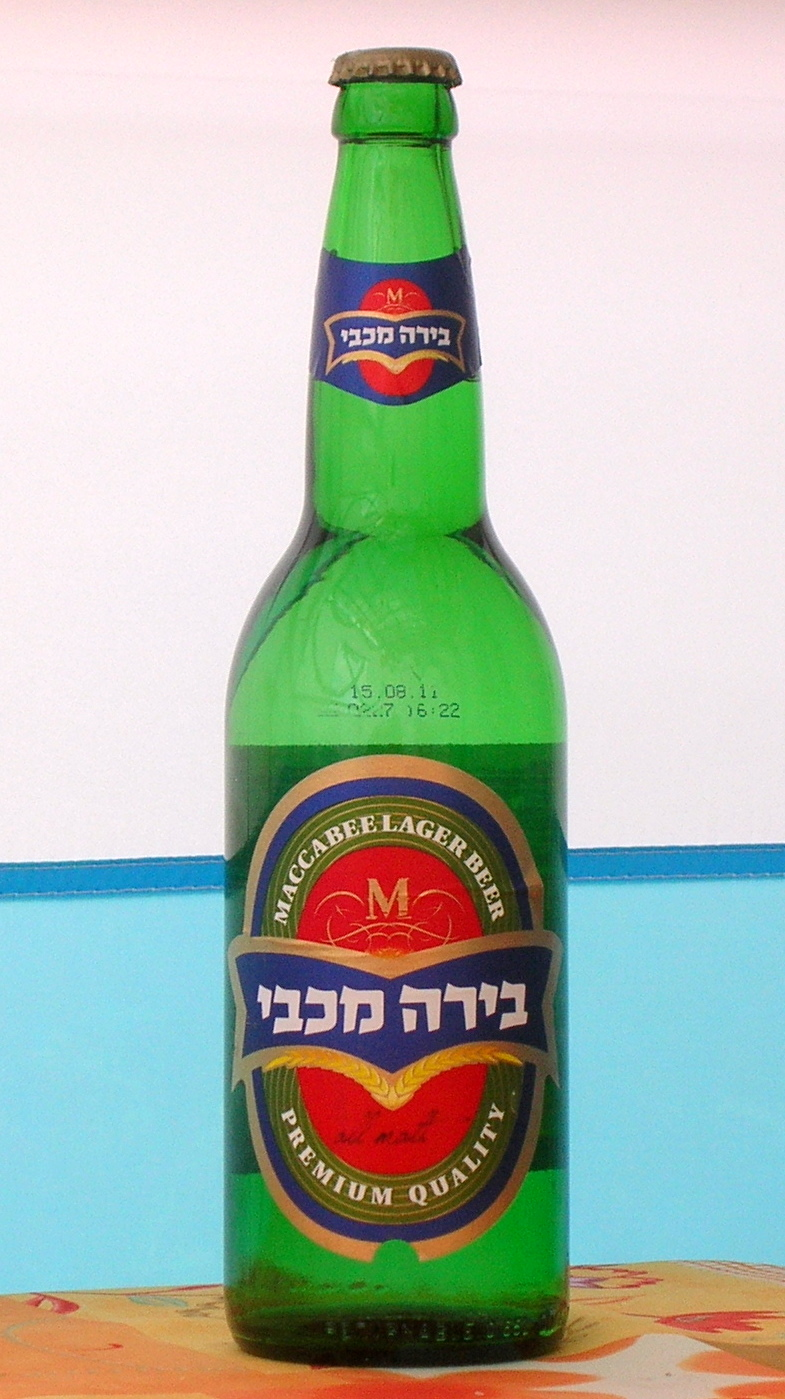
Maccabee